# Собор Святого Павла (Мдина)
Собор Святого Павла — католический храм в городе Мдина (Мальта), кафедральный собор архиепархии Мальты Римско-Католической церкви. Построен на месте, где по преданию первый епископ Мальты Публий встретил апостола Павла, который высадился на острове после кораблекрушения.
Собор построен между 1697 и 1702 годами архитектором Лоренцо Гафа на месте разрушенного землетрясением 1693 года норманнского собора. Несмотря на это, в новом храме сохранились несколько примечательных произведений искусств из разрушенного собора, среди которых картина Маттиа Прети «Обращение святого Павла», тосканская живопись XV века с изображением Мадонны с младенцем, а также фрески в апсиде, изображающие кораблекрушение судна апостола Павла. Много убранство собора, в том числе купель, были вырезаны из ирландского дерева. В соборе также хранятся несколько гравюр Альбрехта Дюрера.